# Dendrolimus pini
Dendrolimus pini (борова преља) је врста ноћног лептира (мољца) из породице Lasiocampidae. Врсту је први описао Карл фон Лине у свом 10. издању Systema Naturae.

## Распрострањење
Налази се у већем делу Европе, у распону до источне Азије.

## Опис
Распон крила је 45-70мм. Лети од јуна до августа, у зависности од локације. Може се видети у четинарским шумама, у парковима и баштама где има борова.

## Биологија
Ларве се хране белим бором (Pinus sylvestris), али и другим врстама четинара, као и смрчом (Picea abies) и јелом (Abies alba).

## Галерија
- Предео изузетних одлика Власина
- Ларва врсте Dendrolimus pini
- Ларва врсте Dendrolimus pini
- Ларва врсте Dendrolimus pini
- Лутка врсте Dendrolimus pini
- Лутка врсте Dendrolimus pini